# Blåt ordensbånd
Blåt ordensbånd er en sommerfugl, der tilhører familien Erebidae. Arten er almindelig i Danmark.